# St. Katharina (Arth)

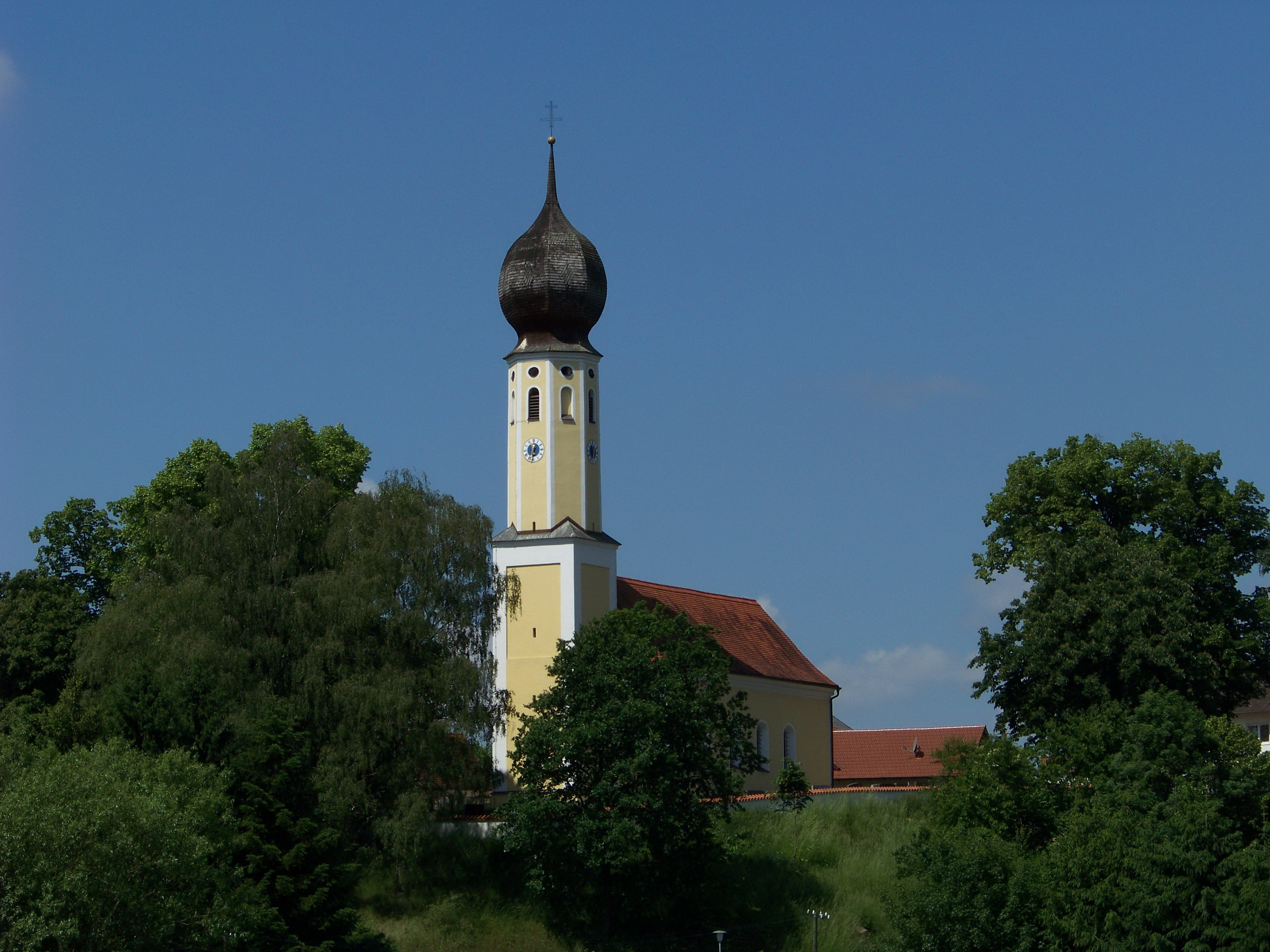
Außenansicht der Filialkirche St. Katharina

Die römisch-katholische Filialkirche St. Katharina in Arth, einem Ortsteil der Gemeinde Furth im niederbayerischen Landkreis Landshut, ist eine Saalkirche, die in den Jahren 1708 bis 1710 von dem Maurermeister Hans Widtmann aus Pfeffenhausen auf den Grundmauern eines mittelalterlichen Vorgängerbaus errichtet und noch im Jahr ihrer Fertigstellung geweiht wurde. Baureparaturen wurden unter anderem 1775 durch den Landshuter Maurermeister Felix Hirschstötter und 1784 durch den Rottenburger Maurermeister Joseph Dirlinger vorgenommen. Sie ist bis heute einheitlich im Barockstil erhalten und als Baudenkmal mit der Nummer D-2-74-132-3 beim Bayerischen Landesamt für Denkmalpflege eingetragen. Als Filialkirche ist sie der Kuratie St. Othmar in Pfettrach zugeordnet, die von der Mutterpfarrei Mariä Heimsuchung in Altdorf aus seelsorglich betreut wird.

## Lage und Umgebung
St. Katharina befindet sich in exponierter Lage rund 15 Meter über dem Dorf Arth auf einem steil abfallenden Geländesporn zwischen Pfettrach und Further Bach, deren Zusammenfluss rund 400 Meter südöstlich liegt. Die Kirche ist vom alten Arther Friedhof umgeben. Der neue Arther Friedhof befindet sich rund 100 Meter nordwestlich.

## Beschreibung

### Architektur
Der geostete Saalbau umfasst ein Langhaus zu vier Jochen und einen nicht ausgeschiedenen, zweijochigen Chor mit Schluss in drei Polygonseiten, die unter einem gemeinsamen Satteldach vereinigt sind. Der Turm über quadratischem Grundriss ist auf der Ostseite, also am Chorscheitel, angebaut und enthält in seinem Erdgeschoss die Sakristei. Über dem quadratischen Bauteil erhebt sich ein oktogonaler Aufsatz mit Ziffernblättern in allen vier Himmelsrichtungen, darüber je eine rundbogige Schallöffnung und ein querovales Fenster. An den übrigen vier Seiten befinden sich anstelle der Schallöffnungen rundbogige Blendarkaden, darüber ebenfalls je ein ovales Fenster. Ein Kranzgesims vermittelt den Übergang zu der barocken, schindelgedeckten Zwiebelkuppel, die den oberen Abschluss des Turmes bildet. Der Außenbau ist gelb getüncht und durch weiße Lisenen sowie rundbogige Fensteröffnungen gegliedert. Auf der Westseite ist eine kleine Vorhalle angebaut, die das Kirchenportal enthält.
Der Innenraum wird durch Pilaster gegliedert und von einer Stichkappentonne überwölbt, die im Chor Stuckrahmenfelder aufweist. Der Altarraum ist durch einen runden Chorbogen vom Schiff separiert.

### Ausstattung
Den Innenraum dominiert der barocke Hochaltar aus der zweiten Hälfte des 17. Jahrhunderts, der im Jahr 1710 aus der Pfarrkirche St. Johann Baptist in Eching nach Arth kam. Er wurde im Jahr 1884 aufwändig restauriert. Anstelle eines Altarblattes befindet sich eine spätgotische, lebensgroße Holzfigur der heiligen Maria, die auf die Zeit um 1470 datiert wird. In der Linken trägt Maria das Zepter, in der Rechten das nackte Kind. Die Köpfe sind nicht original erhalten. Diese Plastik wird von Figuren der Kirchenpatronin Katharina (Gedenktag: 25. November) und der heiligen Barbara aus der Zeit um 1520 flankiert. Sie wurden wohl zeitgleich mit der Madonnenfigur am Hochaltar der Altdorfer Frauenkirche geschaffen und werden dem Landshuter Bildhauer Jörg Rot, einem Kollegen Hans Leinbergers, zugeschrieben. Möglicherweise waren sie früher ebenfalls am Hochaltar der Altdorfer Frauenkirche untergebracht.
Die beiden zweisäuligen Seitenaltäre sind im Rokokostil ausgeführt und dürften um die Mitte des 18. Jahrhunderts entstanden sein. Der nördliche Seitenaltar ist Johannes dem Täufer und Johannes dem Evangelisten gewidmet, der südliche der heiligen Helena. Hier befindet sich außerdem eine spätgotische Holzfigur des heiligen Jakobus d. Ä. aus der Zeit um 1510.
Die Kanzel entstand gleichzeitig mit dem Hochaltar und stammt ebenfalls aus der Echinger Pfarrkirche. An dem polygonalen Korpus befinden sich zwischen gewundenen Säulchen Reliefs der vier Evangelisten. Die Beichtstühle stammen aus der Zeit um 1770 und sind mit Rokokomuschelwerk verziert. Am Chorbogen befindet sich eine Rosenkranzmadonna aus der Zeit um 1500, die in der Linken das nackte Kind trägt und diesem mit der Rechten einen Apfel reicht. Von besonderem Interesse ist außerdem die Kirchentüre, die mit einem großen gotischen Riegelkorb und einem Türzieher, bezeichnet mit der Jahreszahl 1461, ausgestattet ist.

### Orgel

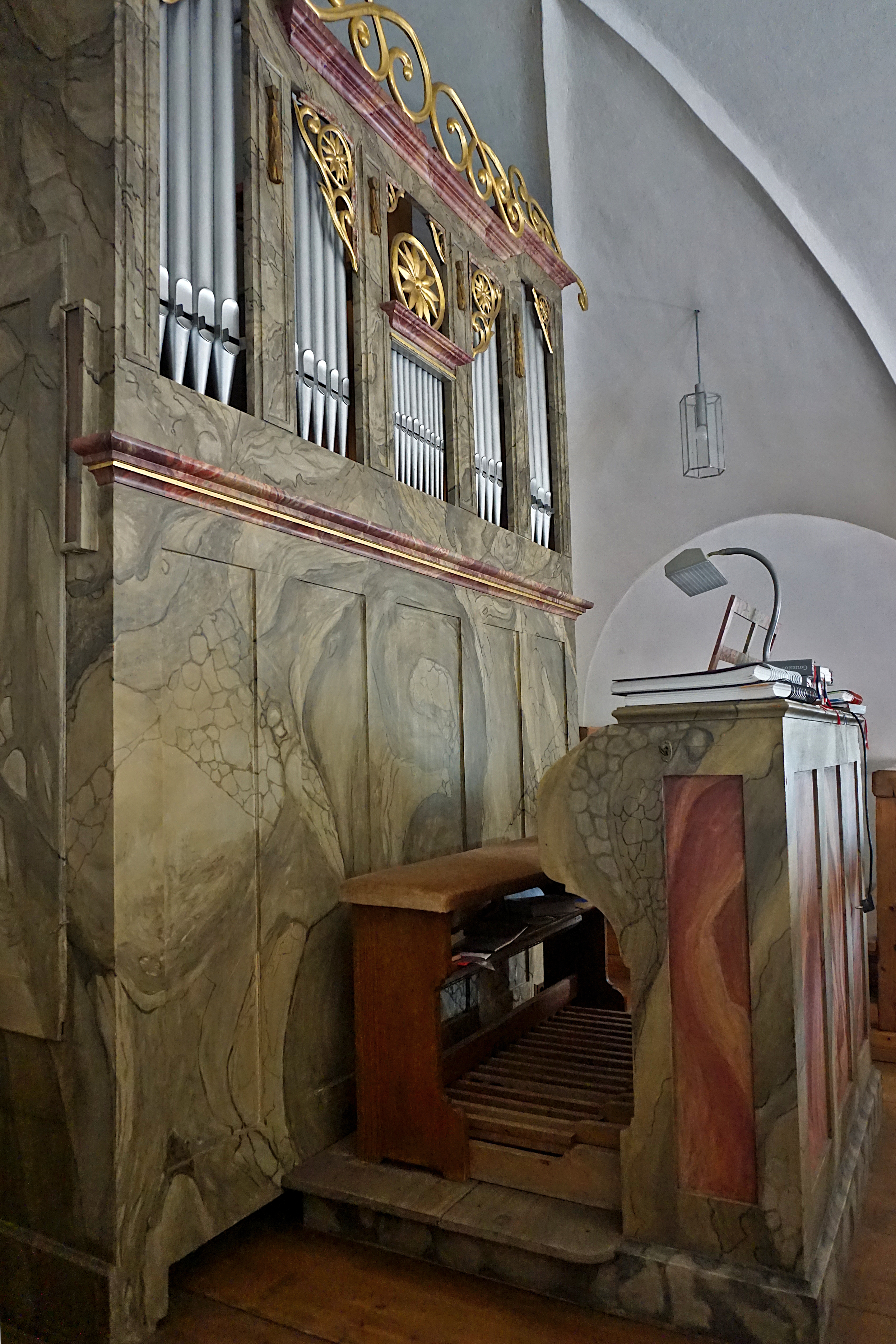
Orgel von Willibald Siemann in altem Prospekt

Im Jahr 1922 erhielt St. Katharina eine Orgel von Willibald Siemann, die bis heute erhalten ist. Das Kegelladeninstrument verfügt über pneumatische Spiel- und Registertrakturen und besitzt einen freistehenden Spieltisch. Es verteilen sich insgesamt vier Register auf ein Manual und Pedal. Der klassizistische Prospekt stammt aus der Zeit um 1835 und war bereits beim Vorgängerinstrument des Landshuter Orgelbauers Joseph Schweinacher im Einsatz. Die Disposition lautet wie folgt:
| I Manual C–f3 |    |
| Principal     | 8′ |
| Gedackt       | 8′ |
| Salicional    | 8′ |

| Pedal C–d1 |     |
| Subbaß     | 16′ |

- Koppeln: I/P, Superoktavkoppel
- Spielhilfe: Tutti